# 布斯 (伊利諾伊州)
布斯（英語：Boos）是位於美國伊利諾伊州傑斯帕縣的一個非建制地區。該地的面積和人口皆未知。

## 地理
布斯的座標為38°55′48″N 88°06′39″W / 38.93000°N 88.11083°W，而該地的平均海拔高度為154米（即505英尺）。